# 玛丽特·鲁特
玛丽特·鲁特（瑞典語：Marit Ruth，1973年10月19日—），瑞典女子高山滑雪运动员。她曾代表瑞典参加1992年冬季残疾人奥林匹克运动会高山滑雪比赛，获得女子大回转LW10-11级金牌。